# Херцогство Юлих
Херцогство Юлих (на латински: Herzogtum Jülich) е територия на Свещената Римска империя в Доленрейнски-Вестфалски имперски окръг, между херцогство Гелдерн, курфюрствата Кьолн и Трир и Лиежкото епископство.
Херцогство Юлих имало площ от 4130 km² и 400.000 жители и е било разположено на 20 км от двете страни на река Рур в долината на Рейн. Столица бил град Юлих.
В началото на 11 век в Юлихгау (Pagus Juliacensis) се появява графският род с името Герхард. Герхард I е граф в Юлихгау от 1003 – 1029 г. През 1328 г. Вилхелм VI/ Вилхелм I е граф на Юлих. Император Лудвиг IV Баварски го прави наследствен маркграф. През 1356 г. е направен херцог от император Карл IV
През 1423 г. херцогствата Юлих и Берг се обединяват и се казват Юлих-Берг.
През 1521 г. херцогствата Юлих, Клеве, Графство Марк и Берг се обединяват и се казват Юлих-Клеве-Берг до 1614 г. През 1815 г. херцогството е в Прусия.

## Дом Юлих
- първо графове в Юлихгау, от 1081 г. графове на Юлих -
- 1003 – 1029 Герхард I
- 1029 – 1081 Герхард II
- 1081 – 1114 Герхард I (III)
- 1114 – 1127 Герхард II (IV)
- 1127 – 1138 Герхард III (V)
- 1138 – 1142 Герхард IV (VI)
- 1142 – 1176 Вилхелм I
- 1176 – 1207 Вилхелм II

## Дом Юлих-Хаймбах
- 1207 – 1219 Вилхелм III
- 1219 – 1278 Вилхелм IV
- 1274 – 1278 Вилхелм V
- 1278 – 1297 Валрам
- 1297 – 1328 Валрам V (VII)
- 1328 – 1356 Вилхелм VI; от 1356 херцог

## Херцози на Юлих

### Дом Юлих-Хаймбах
- 1393 – 1423 в Персоналунион с Гелдерн, от 1423 с Берг, от 1437 също Равенсберг -
- 1356 – 1361 Вилхелм I; до 1356 г. граф
- 1361 – 1393 Вилхелм II
- 1393 – 1402 Вилхелм III
- 1402 – 1423 Райналд
- 1423 – 1437 Адолф
- 1437 – 1475 Герхард
- 1475 – 1511 Вилхелм IV

### Дом Марк
- от 1521 г. владетели на Юлих-Клеве-Берг -
- 1511 – 1539 Йохан
- 1539 – 1592 Вилхелм V
- 1592 – 1609 Йохан Вилхелм I

### ДомВителсбахи
- в лична уния с Берг и Пфалц-Нойбург, от 1685 също Курпфалц, от 1777 също Бавария -
- 1614 – 1653 Волфганг Вилхелм
- 1653 – 1679 Филип Вилхелм
- 1679 – 1716 Йохан Вилхелм II
- 1716 – 1742 Карл Филип
- 1742 – 1795 Карл Теодор

### ДомХоенцолерн
- След вземането на Рейнланд от Прусия пруският крал взема титлата херцог на Юлих до 1918 г. -
- Землено укрепление Алтенбург в Юлих
- Замък Нидеген
- Дворец Юлих